# 野町紗希子
野町 紗希子（のまち さきこ、1987年4月14日 - ）は、日本の女子バスケットボール選手である。ポジションはパワーフォワード。Wリーグの東京羽田ヴィッキーズ所属。

## 来歴
京都府出身。
京都市立紫野高校から立命館大学に進み、全国大会を経験。
卒業後の2010年、トヨタ紡織サンシャインラビッツに加入。
2021年、アイシン ウィングスに移籍。
2023年、退団。東京羽田ヴィッキーズに移籍。